# Maddalena Mazzocut-Mis
Maddalena Mazzocut-Mis (28 febbraio 1964) è una filosofa, drammaturga e accademica italiana.

## Biografia
Dopo la laurea in Filosofia presso l’Università degli Studi di Milano, con una tesi in filosofia della scienza dal titolo Il Mostro: strumento euristico e sperimentale. Un’analisi delle opere di Etienne e Isidore Geoffroy Saint-Hilaire, ottiene una borsa di studio dalla Facoltà di Lettere e Filosofia dell’Università degli studi di Milano, per il perfezionamento all’estero, che svolge presso l’Ecole des Hautes Etudes en Sciences Sociales di Parigi (1991-93).
Negli anni 1993-97 svolge un dottorato di ricerca in Filosofia-Estetica presso l’Università degli Studi di Bologna, presentando una tesi dal titolo: Autonomia formale. Metamorfosi delle forme tra vita, stile, natura e tecnica a partire dal pensiero di Henri Focillon.
La sua carriera universitaria comincia nell’anno accademico 1989-90 presso il Dipartimento di Filosofia dell’Università degli Studi di Milano. Nel 1998 è Ricercatrice a tempo indeterminato e dal 2002 Professoressa associata presso lo stesso dipartimento. Dal 2019 è Professoressa ordinaria e svolge la sua attività presso il dipartimento di Beni Culturali e Ambientali della stessa Università.
Negli anni partecipa, dirige e coordina innumerevoli progetti e gruppi di ricerca nazionali e internazionali, pubblica scritti scientifici in Italia e all’estero. Porta avanti attività di Terza Missione. Inoltre, è Principal Investigator di progetti di ricerca nazionali (finanziati tra gli altri da Fondazione Cariplo e Acri) e internazionali (Creative Europe ed Erasmus Plus).
Ha svolto attività di ricerca e didattica in Francia, Inghilterra, Spagna, Romania e negli USA.
Nel 2001 fonda e dirige la rivista “Itinera”.
Dirige numerose collane editoriali ed è membro del comitato direttivo di diverse riviste scientifiche.
La sua attività di drammaturga ha inizio nel 2008 con il libretto di Giocasta – tragedia musicale con musiche di Azio Corghi – e prosegue fino ad oggi con più di venti opere rappresentate in Italia e all’estero.

## Pensiero
La ricerca di Mazzocut-Mis si rivolge inizialmente verso i temi salienti dell’estetica del brutto e del mostruoso, incrociando il mondo dell’arte con quello della scienza. L’interesse per l’ambito morfologico (con particolare attenzione all’anatomia comparata, alla zoologia, alla biologia, vista attraverso gli studi teratologici ottocenteschi) ha dato origine, dal 1990 ad oggi, a numerosi volumi e saggi pubblicati su riviste e in opere collettanee in Italia e all’estero.
A partire dalla tesi di dottorato (1997), Mazzocut-Mis indaga il concetto di forma, analizzato sia nelle sue premesse fondative sia nelle sue relazioni con il procedere storico. L’indagine sul pensiero estetico di Focillon e del suo allievo Baltrušaitis le dà modo di approfondire, tra gli altri, il tema del soggetto nell’ambito del divenire delle forme, il ruolo delle leggi formali quali quelle dell’orrore del vuoto e dell’attrazione della cornice.
I problemi che la forma pone, la legalizzazione della sua contingenza, la riflessione sul pensiero di Leibniz, Buffon, Diderot, Kant, Goethe, D’Arcy Thompson e dei fenomenologi di area francese sono gli argomenti principali della sua riflessione dal 1994 al primo decennio di questo secolo.
Il tema che caratterizza maggiormente il suo pensiero per tutto l’arco della sua ricerca è però il ruolo e lo sviluppo delle categorie estetiche quali il Brutto, il Sublime e il Kitsch. A partire da Il senso del limite. Il dolore, l’eccesso, l’osceno, Mondadori-Le Monnier, Firenze 2009 (volume tradotto in tre lingue) la ricerca di Mazzocut-Mis indaga le categorie estreme e s’interroga sul ‘limite’ sia dal punto di vista della produzione artistica sia da quello della ricezione dell’opera d’arte.
Altro tema cardine è l’estetica del Settecento da sempre presente nelle sue ricerche: dalla curatela delle opere di F. Hemsterhuis (1994), a quella (insieme a P. Vincenzi) del testo dubosiano, Riflessioni critiche sulla poesia e sulla pittura (2005).
Da ricondurre al suo interesse per le teorie dell’immagine a partire dal Settecento è la prima traduzione italiana integrale dei Salons di Denis Diderot (Bompiani 2021).
Dal 2009 la ricerca di Mazzocut-Mis si rivolge anche all’ambito dell’estetica attoriale. A partire dai fondamenti dell’estetica dell’emozione, indaga il ruolo dell’attore in particolare nel secolo dei Lumi. Da allora e fino a oggi la ricerca teorica si fonde con la pratica e l’esercizio della scrittura teatrale.
L’opera teatrale di Mazzocut-Mis è un raffinato lavoro di ricerca, riflessione e composizione creativa vera e propria. Miti e personaggi della tradizione letteraria sono messi in scena accanto a quotidiane vite vissute attraverso un lavoro di ricostruzione e costruzione che non attende, ma attiva la cosiddetta ‘ispirazione’ (“L’ispirazione c’è… se si studia”, scrive nella premessa a Teatro da leggere).
Diverse opere sono rielaborazioni di classici (sia antichi sia relativamente recenti) in una prospettiva nuova, con la tendenza a illuminare i lati oscuri o deboli di personaggi celebri (letterari o storici), come ad esempio Giocasta, Elena, Teodora, Rigoletto, Voltaire e Flaubert. Altre sono legate a problemi di attualità (il lavoro interinale, il mangiar carne, e soprattutto le guerre, la barbarie, la persecuzione) indagati secondo una prospettiva esistenziale e universale.
Fra i temi principali, presentati con varietà di toni e registri, troviamo la complessità tragica della vita, i risvolti drammatici della bellezza, l’imprevedibilità delle vicende umane (con la loro dinamica di ascesa e caduta), la velleità di tante aspirazioni.

## Opere Principali
- Mostro. L’anomalia e il deforme nella natura e nell’arte, Guerini, Milano 1992 e 2013.
- Gli enigmi della forma. Un’indagine morfologica tra biologia ed estetica, Edizioni dell’Arco, Milano 1995. Ripubblicato dalla Casa editrice Mimesis, collana Morphé, Milano 2012.[6]
- Estetica. I nomi, i concetti, le correnti (coautrice con E. Franzini), Bruno Mondadori, Milano 1996. Nuova edizione riveduta e corretta, 2010 (collana Campus).
- Forma come destino. Henri Focillon e il pensiero morfologico nell’estetica francese della prima metà del Novecento, Alinea, Firenze 1998.
- Deformazioni fantastiche. Introduzione all’estetica di Jurgis Baltrušaitis, Mimesis, Milano 1999.
- Voyeurismo tattile. Un’estetica dei valori tattili e visivi, Il melangolo, Genova 2002.
- I nomi dell’estetica (coautrice con E. Franzini), Bruno Mondadori, Collana Campus, Milano 2003.
- Breve storia dell’estetica (coautrice con E. Franzini), Bruno Mondadori, Collana Campus, Milano 2003.
- Animalità. Idee estetiche sull’anima degli animali, Mondadori-Le Monnier, Firenze 2003.
- Il gonzo sublime. Dal patetico al kitsch, Mimesis, Milano 2005.
- Estetica. Temi e problemi (coautrice), Mondadori-Le Monnier, Firenze 2006.
- Il senso del limite. Il dolore, l’eccesso, l’osceno, Mondadori-Le Monnier, Firenze 2009.
- Corpo e voce della passione. L’estetica attoriale di Jean-Baptiste Du Bos, LED, Milano 2010.
- La forma della passione. Linguaggi narrativi e gestuali del Settecento francese, Mondadori-Le Monnier, Firenze 2014.
- Lineamenti di Estetica. Temi e problemi (coautrice), Mondadori-Le Monnier, Firenze 2015.
- Philosophy of Picture. Denis Diderot’s Salons, Peter Lang, Bern, ecc., 2018.
- Frammenti di sipario, Mimesis, Milano, 2019.
- Teatro da leggere. Mito e conflitto, Mondadori-Le Monnier, Firenze 2020.[7]
- Vuoti a rendere e vuoti a perdere. Drammaturgie poetiche, Mondadori-Le Monnier, Firenze 2021.
- L’estetica nella Encyclopédie. Saggi critici e selezione antologica (i contributi: Introduzione, Avvertenza, Arte, Bello, Imitazione, Gusto sono della scrivente), Aesthetica edizioni, Milano 2023.

## Teatro

### Drammaturgie pubblicate
- Giocasta, per voce recitante, voce solista, viola solista, coro a cappella, orchestra.  Musiche di A. Corghi. Pubblicato da Casa Ricordi. Ora anche in Quando Lucia sposò il Barone Rampante, a cura di Brignoli, Siké, Palermo 2018, pp. 19-43.
- Cardo rosso – Teatro Dubrovka, 26 ottobre 2002. Musiche di G. Sollima. Pubblicato in Hystrio, n. 2/2010.
- Elena. Musiche di scena per coro a cappella di A. Corghi. Pubblicato da Casa Ricordi.
- …tra la carne e il cielo, per violoncello concertante, voce recitante maschile, soprano, pianoforte e orchestra. Musica di Azio Corghi. Pubblicato da Casa Ricordi.
- Settestella, percussioni, voce recitante e voce cantante. Musica di Azio Corghi. Curci editore.[8]
- L’eco di un fantasma, per voce recitante femminile, coro e orchestra. Musiche di Azio Corghi. Pubblicato da Casa Ricordi.

### Drammaturgie rappresentate (selezione dal 2017)
- Les yeux fermés, con Tancredi Gusman. Progetto Senses. The sensory theatre – con il finanziamento Europeo di Creative Europe. Théâtre des Carmes, Avignone, 19 maggio 2017.
- L’eco di un fantasma, per voce recitante femminile, coro e orchestra. Musiche di Azio Corghi. Commissione del Teatro Lirico di Cagliari. Teatro Lirico di Cagliari, 3 novembre 2017.
- Candido, riscrittura per la scena. Pacta Salone, Milano, 1º marzo 2018 (ripresa 2019).[9]
- Baccanti rewind, riscrittura per la scena. Pacta Salone, Milano, 4 maggio 2018 (ripresa 2019).
- Il capolavoro sconosciuto, riscrittura per la scena. Franco Parenti, Milano, 10 aprile 2018 (ripresa 2019).[10]
- La donna attraverso lo specchio - letture da Dacia Maraini (adattamento di tre opere di D. Maraini). Pacta Salone, Milano, 6, 13, 20 maggio 2019.
- VERLAINE+RIMBAUD, Un’ora all’Inferno con te. Pacta Salone, Milano, 7 aprile 2020 (ripresa 2021).
- Ragazze di vetro. Pacta Salone, Milano, 9 marzo 2021 (ripresa 2023).
- Colline come elefanti bianchi (da Ernest Hemingway). Franco Parenti, Milano, 24 marzo 2023.[11]
- Micromega (da Voltaire). Pacta Salone, Milano, marzo 2024[12]
- Julie (da A. Strindberg). Franco Parenti, Milano, aprile 2024.[13]